# Faliesi
Il Faliesi (955 m s.l.m.) è una montagna dell'Appennino Campano, situata a sud-ovest di Avellino, tra i comuni di Contrada e Forino.

## Nome
L'etimologia deriva dal latino phalesia, o più probabilmente dal francone falisa, che indicava le "ripide pareti a strapiombo": infatti la sua cima è ricca di costoni rupestri che affacciano verso ovest. Dal lato nord, oggi la montagna è pertinenza di Avellino e Contrada, mentre il versante opposto appartiene al comune di Forino da circa duecento anni.

## Geografia

### Frane e incendi boschivi

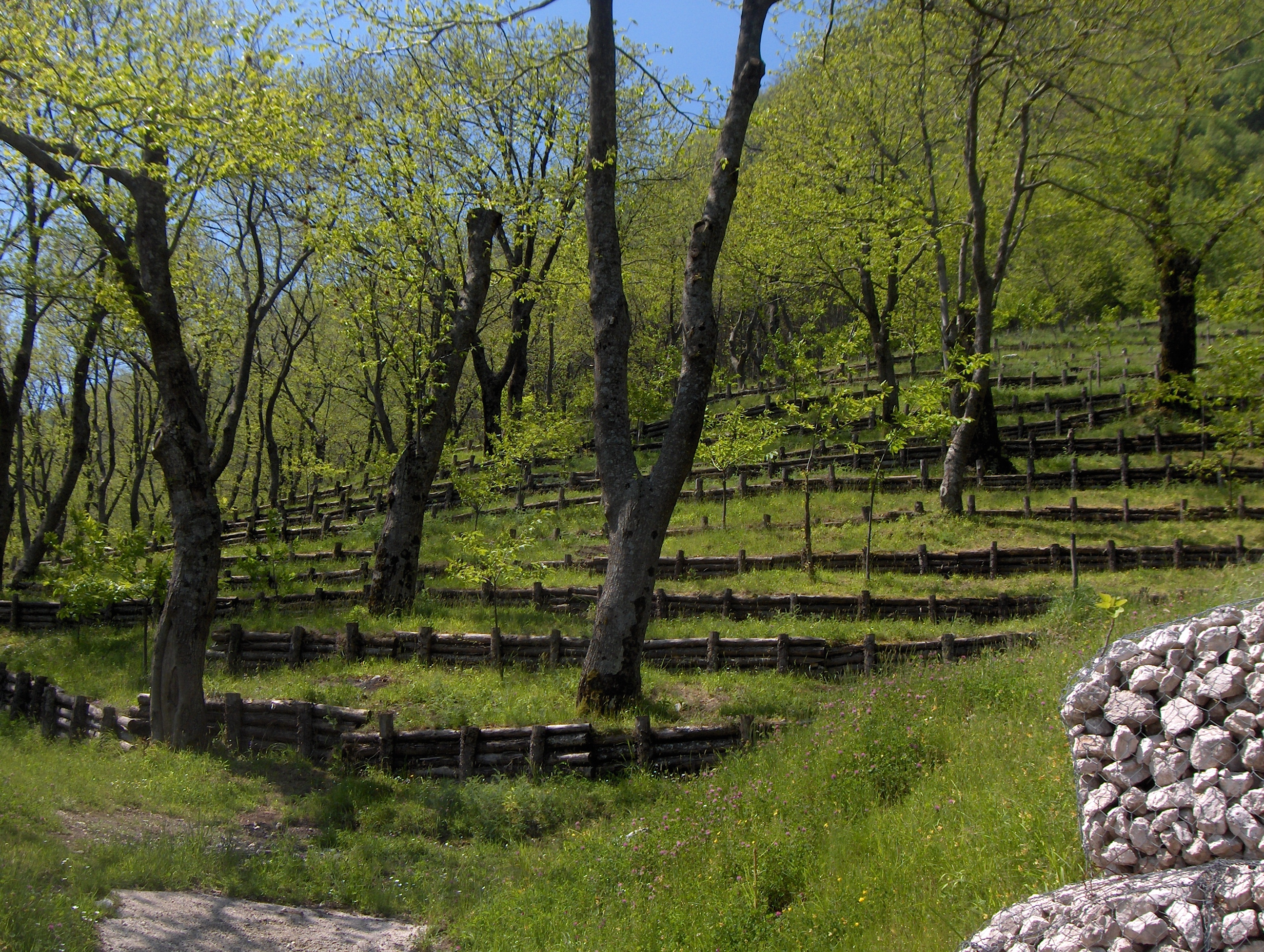
“Dopo lo smottamento del 2005 alle pendici del Faliesi" Contrada

La montagna occupa una posizione importante per l’idrografia irpina tanto che su di essa si sono verificati, più di una volta, fenomeni franosi. Gli smottamenti sono dovuti essenzialmente al disboscamento indiscriminato e ai numerosi ruscelli di Acqua del Paradiso che nascono alle falde del monte.
La frana più grave e recente è avvenuta il 4 marzo 2005 quando, a seguito di costanti e abbondanti piogge, la montagna ha subito due cedimenti: il primo sul costone che si affaccia su Acqua del Paradiso. il secondo sul costone che si affaccia su Contrada, provocando la morte di un anziano. A seguito della tragedia, la morfolgia del monte, si è alterata, e da allora esibisce una profonda spaccatura al centro del versante nord, mentre lo smottamento di Contrada fu arginato con degli scaloni di legno.
Il clima continentale di Avellino favorisce anche lo scoppio di incendi durante l'estate: infatti, più volte ettari interi di bosco sono andati distrutti dalle fiamme, ed essendo la montagna poco accessibile ai soccorsi, si è reso quasi sempre necessario l'intervento dei Canadair.

### La flora e la fauna
La flora del Faliesi è particolarmente ricca, composta principalmente da cespugli di ginestre, castagni e querceti; molto note sono le “Tre faje”, tre alberi secolari che i viandanti possono ammirare allorché si apprestano a raggiungere il santuario di San Michele Arcangelo. Per quanto riguarda la fauna, nonostante l'ambiente sia di poco dissimile da quello di cent'anni fa, in quanto le uniche vie percorribili non sono altro che mulattiere, non vi è quasi più traccia del lupo, animale un tempo simbolo della fierezza degli Hirpini. In compenso vi abbondano le volpi, scoiattoli, ghiri e i cinghiali; tra gli uccelli, invece, nidifica il falco pellegrino, mentre le ghiandaie trovano abbondante cibo fra i suoi alberi.

## Storia

### I Longobardi a Faliesi

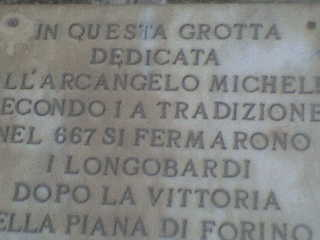
Iscrizione nella grotta di Faliesi,1981

Ma il figlio Romualdo: "Non è necessario", gli disse, "dateci solo una parte del vostro esercito. Io, con il favore di Dio, combatterò contro di lui e, quando avrò finito, maggior gloria ne verrà alla nostra potenza"»
(Paolo Diacono, Historia Langobardorum, p. 265)
Il monte Faliesi ha fatto la storia nel 667, data che lo collegherà per sempre al culto dell'Arcangelo Michele, culto introdotto dai guerrieri Longobardi. A guida delle truppe longobarde vi era Romualdo, che, con il padre Grimoaldo era signore del ducato di Benevento, fondato nel 510.
Il loro nemico e imperatore dei Bizantini, Costante II, attaccò l'esercito di Romualdo, mentre suo padre era intento a fronteggiare i Franchi: nonostante tutto, Grimoaldo ebbe la meglio e mosse in aiuto del figlio Romualdo. Costante II, che aveva paura di Grimoaldo, ripiegò a Napoli con l'inganno; successivamente mandò Saburro, con 20 000 uomini, a combattere contro Romualdo, nonostante quest'ultimo avesse stipulato la pace con Costante II.
I Bizantini si accamparono tra i monti Bufoni e San Nicola; tuttavia, nonostante i sotterfugi, Romualdo, con un piccolo contingente di uomini, sconfisse e mise alla fuga i Bizantini nella piana di Forino, l'8 maggio del 663. Così l'esercito longobardo, salito in cima al monte Faliesi, scavò una grotta nella roccia in onore del loro santo protettore, l'Arcangelo Michele, ed eresse a lui un altare, venerato ancora oggi, a 1.300 anni di distanza.

## I luoghi

### La grotta dei sette giri per un desiderio

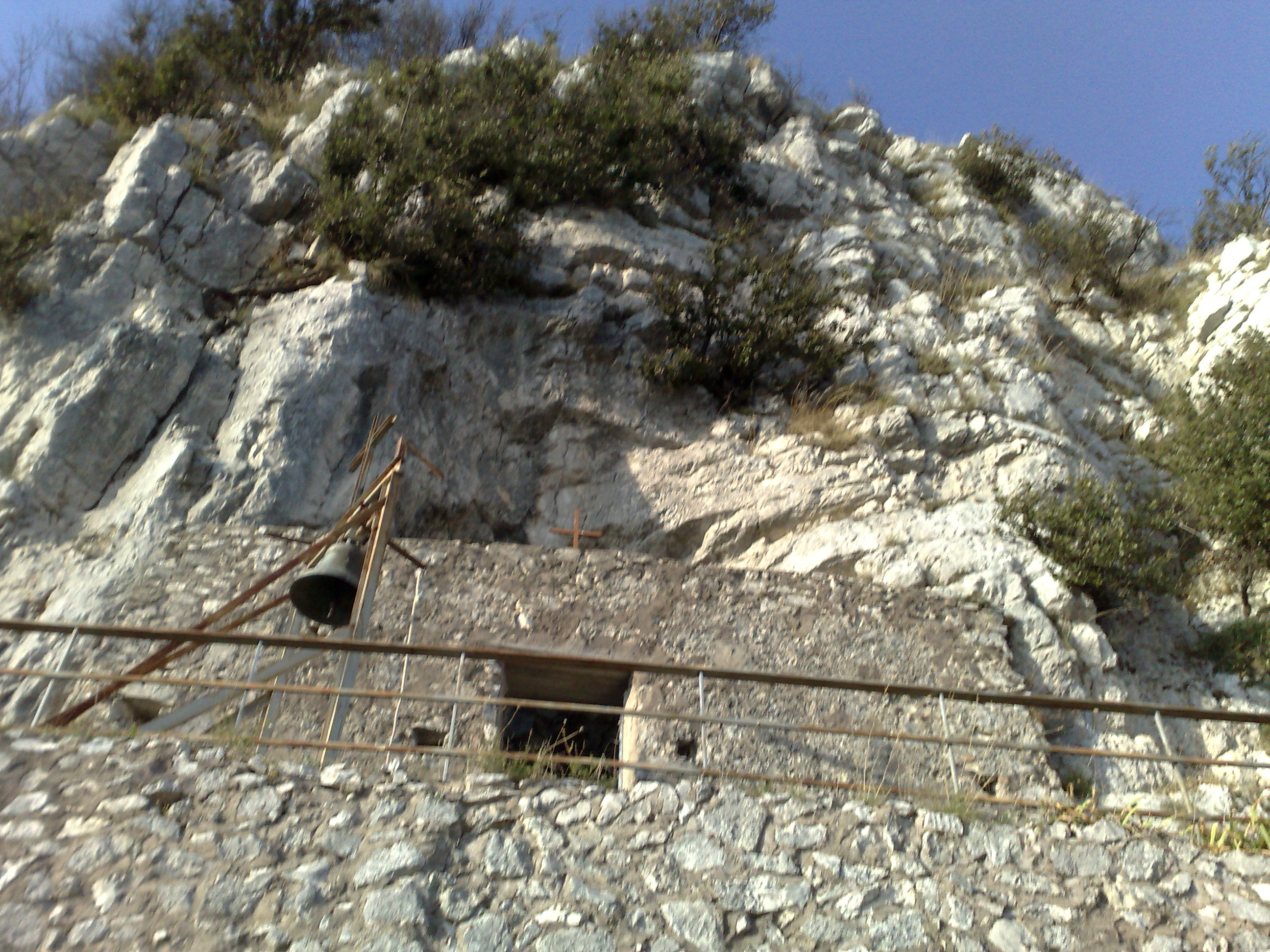
La grotta dei Longobardi a Faliesi Forino

La grotta, rifugio delle truppe di Romualdo, è una caverna stillante acqua sorgiva che si raccoglie in due piccole cavità scavate ai due lati della roccia, a metà della parete.
Il primo altare dedicato all'Arcagelo, posto a poca distanza dall'ingresso, reca fiori e ceri votivi, mentre l'altro, incastonato verso il fondo della caverna, è dotato di uno spazio retrostante che permette ai pellegrini di girarci attorno. Infatti, tradizionalmente, chi visita la grotta compie sette giri intorno all'altare, esprimendo altrettanti desideri.
Tutto questo ha forse una connotazione pagana, perché il numero sette è sempre stato fortemente legato alla magia; inoltre, parlando del Faliesi, il sette ricorre diverse volte, considerato che esso è uno dei sette monti che circonda Forino e che la sede arcaica del culto micaelico era costituita da 7 piccole cappelle all'interno della roccia, ancora oggi note come “ ‘E sette cammarelle”, ovvero “Le sette camerette del diavolo”.

### Il  "frascone"

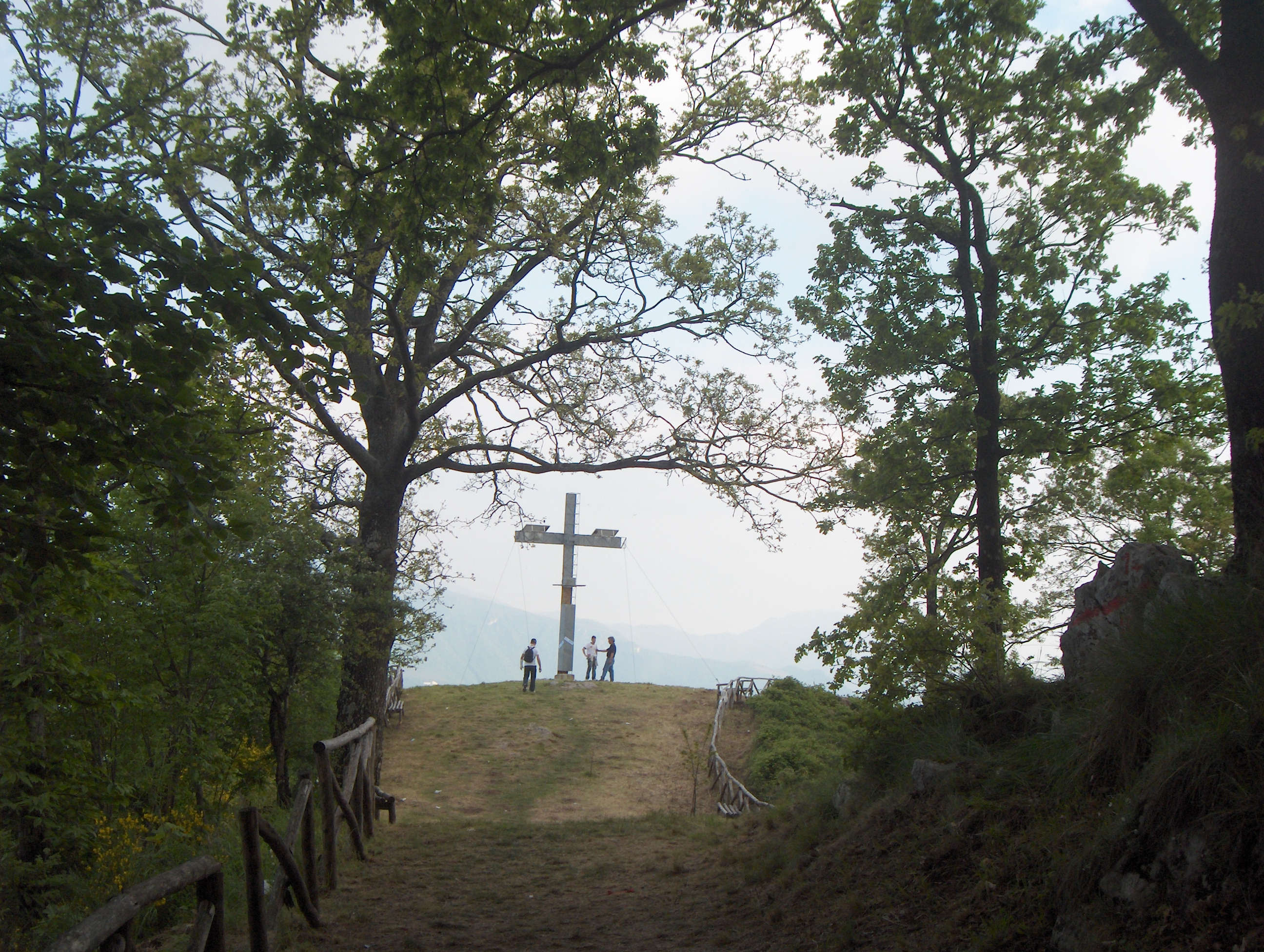
La croce luminosa che ha sostituito quella tradizionale fatta di ginestre

Uscendo dalla grotta e tornando indietro verso le due mulattiere che provengono dai due versanti di Forino e Contrada, ci si inoltra verso un promontorio che si affaccia sul comune di Contrada e da cui è possibile, volgendo lo sguardo a ovest, osservare il Vesuvio nella giornate limpide.
Questo luogo accoglie la folla di fedeli allorché la statua del santo Michele viene portata a spalla; è un posto assolato e d'estate vi grufolano i cinghiali.
Sul ciglio del promontorio, ogni anno, il lunedì in albis, si pone tradizionalmente il “frascone”, ovvero un crocifisso fatto di rami di ginestra. Da qualche anno vi è anche una croce fissa illuminata artificialmente.

### Il santuario di san Michele Arcangelo

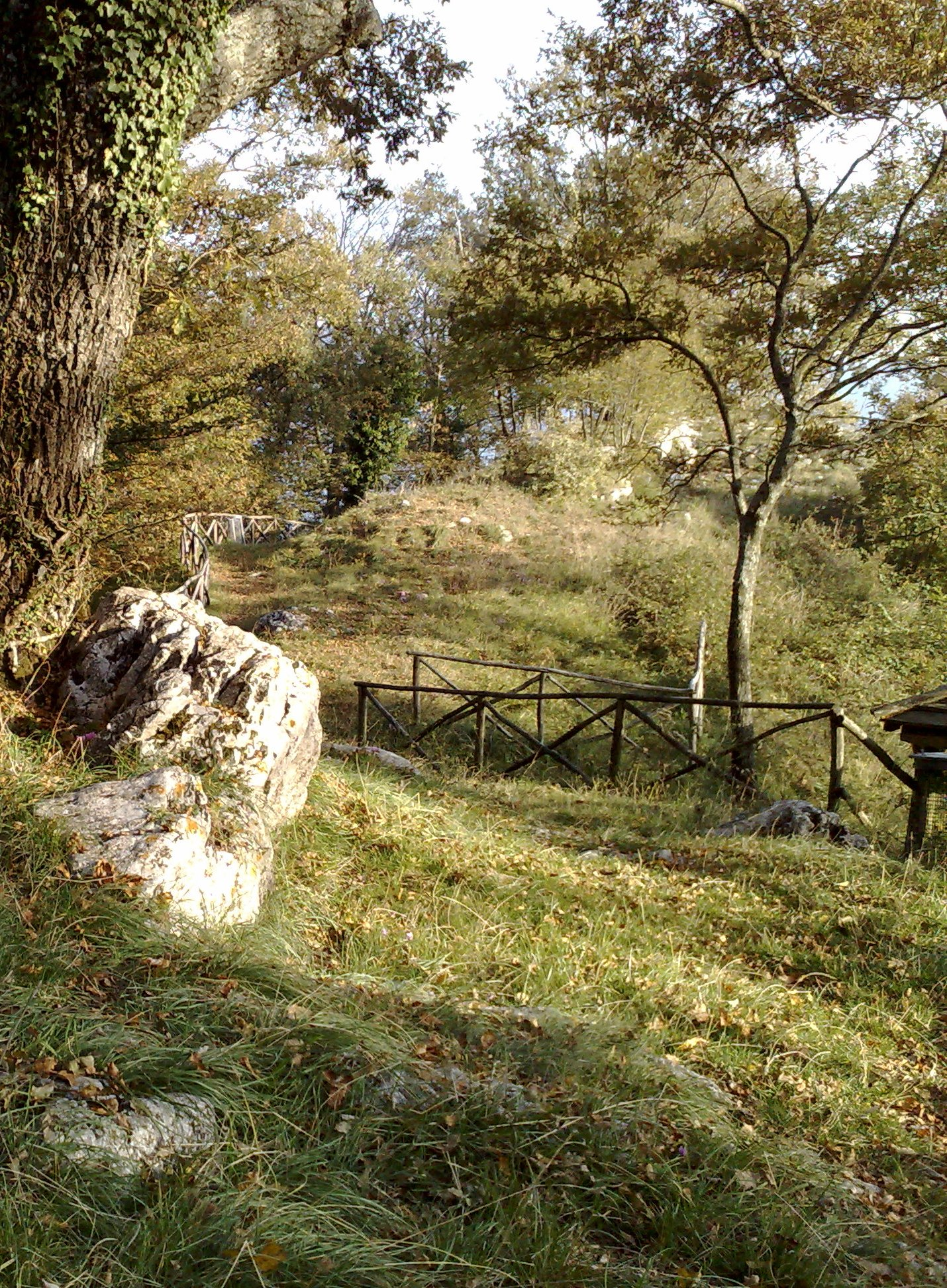
L'"Altopiano accanto al santuario" Faliesi

A metà del tragitto tra la grotta dei Longobardi e il Frascone, a 837 m.s.l.m. è ubicato un piccolo santuario dedicato all'Angelo, aperto ai fedeli che si radunano in pellegrinaggio, ogni anno, l'8 maggio, per la messa officiata dal parroco di Forino e Contrada.
La chiesetta è di semplice fattura, anche per la difficoltà a trasportare materiali, dato che le pietre per la sua costruzione furono condotte in cima al Faliesi a dorso di mulo. La piccola chiesa è circondata da fiori, ma non dal narciso bianco, fiore sacro all'Arcangelo.

### Il varco della lupa

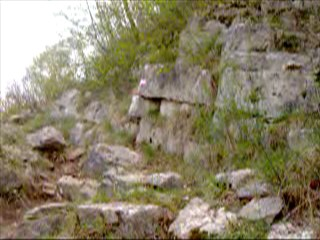
Il “Varco della lupa” a Faliesi a Contrada

Percorrendo la salita dal fronte di Contrada, dopo pochi minuti la mulattiera incrocia un sentiero parallelo tra le rocce, usate dai pellegrini per riposarsi.
Circa cento anni fa, un contadino salito a Faliesi a far legna, si imbatté, proprio in questo punto, in un esemplare femmina di lupo che si aggirava sul sentiero poco distante. Il lupo allora era ancora considerato un animale molto pericoloso, per cui il contadino, imbracciando il fucile, abbatté l'animale che rotolò morto fino alla mulattiera.
Da allora quel sentiero prese il nome di “ ‘O varco à lòpa” o “Il varco della lupa”, in ricordo dell'episodio.

### 'E tre faje

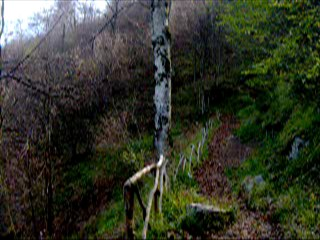
“I tre faggi”

A metà del percorso si stagliano tre alti faggi, sulle cui cortecce gli innamorati incidevano le iniziali. Nel 2005 il sentiero è attraversato da una fenditura nel terreno a cui è seguita la caduta di uno degli alberi. Ad oggi restano solo due dei tre faggi.

### La grotta di "Mostino 'o paccio"
Una delle tante leggende e dicerie legate al monte Faliesi riguarda una minuscola grotta, ubicata sul fronte nord, probabilmente rifugio di un pericoloso criminale affetto da disturbi psichici. L'uomo, di nome Modestino, era noto come "Mostino 'o paccio", perché dopo aver sterminato la sua famiglia a colpi d'ascia, pare si sia rifugiato, per sfuggire alle autorità, in questa caverna. Quest'ultima fino a poche decine di anni fa era ancora facilmente raggiungibile. 

### Il "piesco 'o calice"
Il piesco 'o calice (La roccia del calice) era una roccia che recava l'incisione di un calice: questo perché il Bosco dei preti, su cui affaccia il versante Nord di Faliesi, era di pertinenza del Capitolo di Avellino. Probabilmente anche per questo i toponimi dei luoghi alle falde del monte richiamano sempre sentimenti religiosi, come ad esempio “via Croci”, conduce al sentiero che s'inerpica su per la montagna.

## Tradizioni

### La festa di San Michele

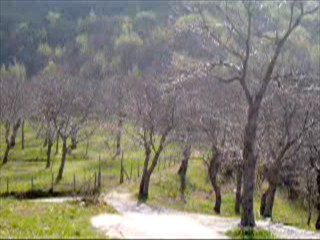
Il Via Croci, dove si tiene la Festa tradizionale dedicata all’Arcangelo Contrada

Fin dai tempi antichi, il culto dell'Arcangelo è sempre stato radicatissimo fra le comunità contadine locali che frequentavano la montagna per rifornirsi di legna, frutta e selvaggina.
Ogni anno, l'8 maggio, si tiene una tradizionale festa che raduna i fedeli di Avellino, Contrada e Forino, i quali, dopo il pellegrinaggio al santuario in cima al monte Faliesi, si scatenano in canti e balli tradizionali.